# Cenotaph Hill
Cenotaph Hill är en kulle i Antarktis. Den ligger i Västantarktis. Nya Zeeland gör anspråk på området. Toppen på Cenotaph Hill är 2 046 meter över havet.
Terrängen runt Cenotaph Hill är huvudsakligen kuperad, men österut är den platt. Trakten är obefolkad. Det finns inga samhällen i närheten.